# Liste des chalets d'alpage du Jura vaudois

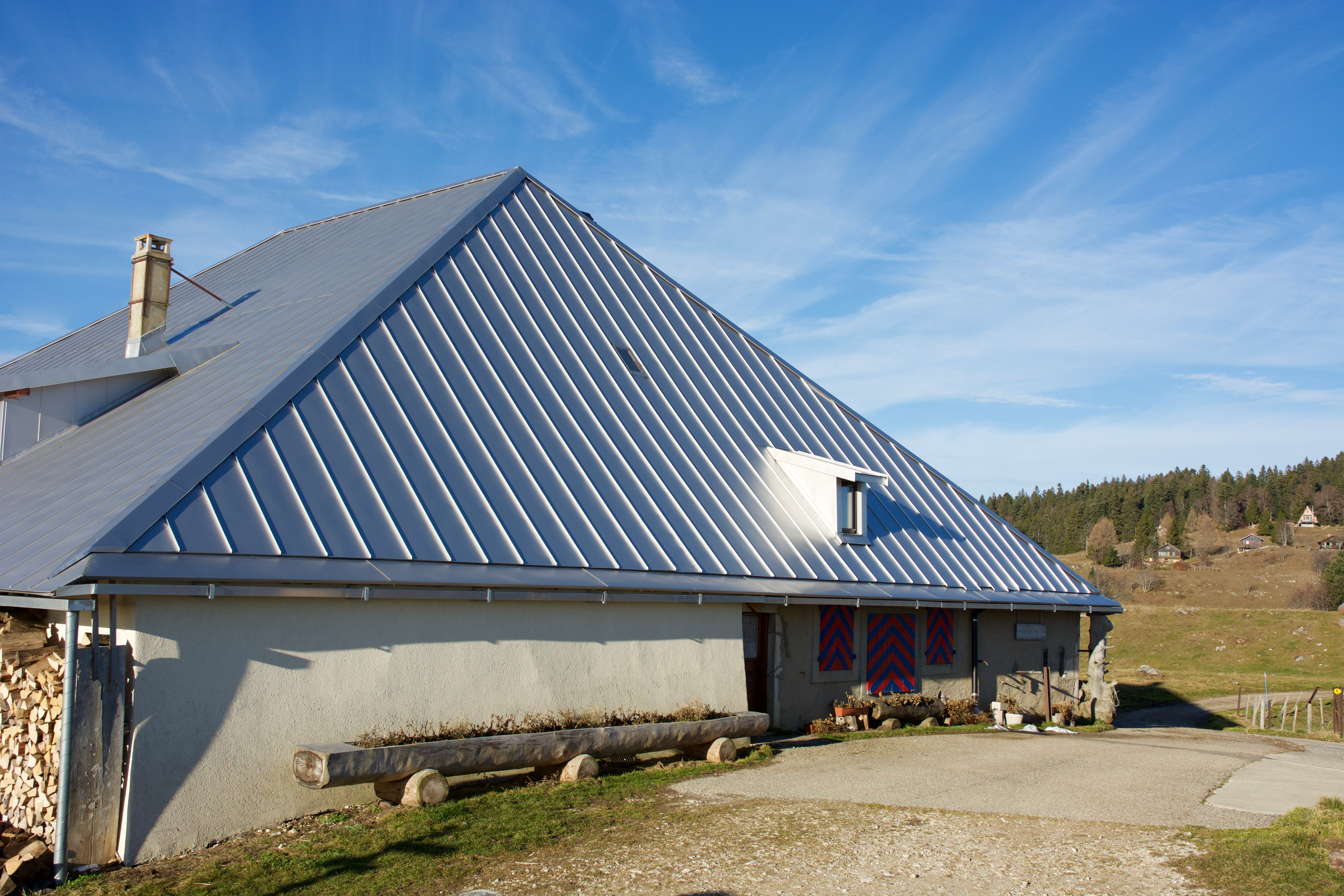
Chalet Devant des Fruitières de Nyon, au-dessus de Saint-Cergue

Si le terme de « chalet » désigne traditionnellement dans le Jura vaudois un bâtiment dans lequel se fabrique le fromage, cette liste non exhaustive comprend comme chalet l'ensemble des bâtiments traditionnels incluant les fermes (maisons paysannes habitées toute l'année), les ruraux (locaux d'exploitation) et les écuries.
Certains de ces chalets fabriquent en été des fromages d'alpages dont notamment du Gruyère d'alpage AOP, de la Tomme vaudoise et du sérac.
| Photo | Nom                                    | Commune                | Coordonnées                 | Altitude | Remarques                                                    |
| ----- | -------------------------------------- | ---------------------- | --------------------------- | -------- | ------------------------------------------------------------ |
|       | Creux du Croue                         | Arzier-Le Muids        | 46° 29′ 44″ N, 6° 07′ 19″ E | 1 370 m  |                                                              |
|       | La Borsatte                            | Arzier-Le Muids        | 46° 27′ 38″ N, 6° 09′ 41″ E | 1 176 m  |                                                              |
|       | La Combe au Roc                        | Arzier-Le Muids        | 46° 28′ 38″ N, 6° 10′ 28″ E | 1 144 m  |                                                              |
|       | La Grande Enne                         | Arzier-Le Muids        | 46° 29′ 17″ N, 6° 09′ 52″ E | 1 296 m  |                                                              |
|       | L'Arzière                              | Arzier-Le Muids        | 46° 28′ 54″ N, 6° 07′ 15″ E | 1 445 m  |                                                              |
|       | Le Croue                               | Arzier-Le Muids        | 46° 29′ 54″ N, 6° 07′ 57″ E | 1 469 m  |                                                              |
|       | Le Vermeilley                          | Arzier-Le Muids        | 46° 28′ 43″ N, 6° 08′ 32″ E | 1 320 m  | Restaurant d'alpage en hiver                                 |
|       | Les Biolles                            | Arzier-Le Muids        | 46° 28′ 38″ N, 6° 10′ 09″ E | 1 196 m  |                                                              |
|       | Les Orgères                            | Arzier-Le Muids        | 46° 28′ 08″ N, 6° 11′ 30″ E | 1 049 m  |                                                              |
|       | Mont Roux                              | Arzier-Le Muids        | 46° 28′ 03″ N, 6° 09′ 48″ E | 1 258 m  |                                                              |
|       | La Conriéry                            | Arzier-Le Muids        | 46° 27′ 35″ N, 6° 10′ 45″ E | 1 070 m  |                                                              |
|       | Pré Nouveau                            | Arzier-Le Muids        | 46° 28′ 08″ N, 6° 10′ 25″ E | 1 125 m  |                                                              |
|       | Grand Serrolliet                       | Bonvillars             |                             | 1 277 m  |                                                              |
|       | Petit Serrolliet                       | Bonvillars             |                             | 1 267 m  |                                                              |
|       | La Cudronne                            | Concise                |                             | 1 276 m  |                                                              |
|       | Les Erses                              | Concise                |                             | 1 142 m  |                                                              |
|       | Cabane Rochefort                       | Arzier-Le Muids        | 46° 27′ 57″ N, 6° 08′ 47″ E | 1 389 m  | Cabane du Club alpin suisse                                  |
|       | Cabane du Carroz                       | Arzier-Le Muids        | 46° 28′ 40″ N, 6° 07′ 21″ E | 1 508 m  | Cabane du Club alpin suisse                                  |
|       | La Genolière                           | Arzier-Le Muids        | 46° 27′ 54″ N, 6° 07′ 39″ E | 1 348 m  |                                                              |
|       | Haut Mont                              | Arzier-Le Muids        | 46° 28′ 07″ N, 6° 08′ 16″ E | 1 344 m  |                                                              |
|       | La Baronne                             | Saint-Cergue           | 46° 27′ 55″ N, 6° 05′ 10″ E | 1 218 m  | Fabrication de Gruyère d'alpage                              |
|       | La Fréterette                          | Arzier-Le Muids        | 46° 27′ 10″ N, 6° 11′ 00″ E | 1 038 m  |                                                              |
|       | Les Agozats                            | Arzier-Le Muids        | 46° 27′ 32″ N, 6° 10′ 31″ E | 1 080 m  |                                                              |
|       | Pré du Four                            | Arzier-Le Muids        | 46° 28′ 24″ N, 6° 06′ 46″ E | 1 394 m  |                                                              |
|       | Les Coppettes                          | Arzier-Le Muids        | 46° 28′ 23″ N, 6° 06′ 21″ E | 1 320 m  |                                                              |
|       | Le Couchant                            | Arzier-Le Muids        | 46° 30′ 32″ N, 6° 09′ 41″ E | 1 445 m  |                                                              |
|       | Les Begnines                           | Arzier-Le Muids        | 46° 31′ 09″ N, 6° 10′ 31″ E | 1 453 m  |                                                              |
|       | Petite Chaux                           | Arzier-Le Muids        | 46° 31′ 35″ N, 6° 11′ 04″ E | 1 408 m  |                                                              |
|       | Grange Neuve                           | Baulmes                | 46° 46′ 48″ N, 6° 28′ 08″ E | 1 356 m  | Buvette d'alpage                                             |
|       | La Jougnenaz                           | Baulmes                | 46° 47′ 15″ N, 6° 27′ 39″ E | 1 293 m  |                                                              |
|       | Druchaux                               | Berolle                | 46° 34′ 49″ N, 6° 18′ 00″ E | 1 550 m  |                                                              |
|       | Pré de Ballens                         | Berolle                | 46° 34′ 43″ N, 6° 19′ 12″ E | 1 426 m  |                                                              |
|       | La Dénériaz Dessus                     | Fiez                   | 46° 51′ 40″ N, 6° 32′ 09″ E | 1 278 m  |                                                              |
|       | La Germine                             | La Rippe               | 46° 25′ 17″ N, 6° 04′ 12″ E | 1 330 m  |                                                              |
|       | Grand Sonnailley                       | La Rippe               | 46° 24′ 53″ N, 6° 04′ 41″ E | 1 330 m  |                                                              |
|       | La Baudichonne                         | La Rippe               | 46° 24′ 43″ N, 6° 05′ 37″ E | 1 404 m  |                                                              |
|       | Sonnailley au Prince                   | La Rippe               | 46° 25′ 13″ N, 6° 04′ 45″ E | 1 350 m  |                                                              |
|       | La Vuillette                           | La Rippe               | 46° 25′ 13″ N, 6° 05′ 21″ E | 1 433 m  |                                                              |
|       | Potraux                                | La Rippe               | 46° 24′ 46″ N, 6° 06′ 12″ E | 1 465 m  |                                                              |
|       | La Combe du Faoug                      | La Rippe               | 46° 24′ 14″ N, 6° 06′ 23″ E | 1 228 m  |                                                              |
|       | Chalet de la Dôle                      | Chéserex               | 46° 25′ 33″ N, 6° 06′ 27″ E | 1 439 m  |                                                              |
|       | Chalet de la Barillette                | Gingins                | 46° 25′ 51″ N, 6° 07′ 41″ E | 1 490 m  |                                                              |
|       | Le Vuarne                              | Gingins                | 46° 26′ 13″ N, 6° 07′ 13″ E | 1 320 m  |                                                              |
|       | Le Reculet Dessous                     | Gingins                | 46° 26′ 14″ N, 6° 05′ 14″ E | 1 296 m  |                                                              |
|       | Le Reculet Dessus                      | Gingins                | 46° 25′ 51″ N, 6° 05′ 44″ E | 1 480 m  |                                                              |
|       | Couvaloup de Crans                     | Gingins                | 46° 26′ 28″ N, 6° 05′ 35″ E | 1 289 m  |                                                              |
|       | Chalet Devant aux Fruitières de Nyon   | Saint-Cergue           | 46° 27′ 36″ N, 6° 09′ 03″ E | 1 333 m  | Fabrication de Gruyère d'alpage                              |
|       | Chalet Derrière aux Fruitières de Nyon | Saint-Cergue           | 46° 27′ 41″ N, 6° 08′ 27″ E | 1 345 m  |                                                              |
|       | La Givrine                             | Saint-Cergue           | 46° 27′ 24″ N, 6° 06′ 29″ E | 1 236 m  | Fabrication de Gruyère d'alpage                              |
|       | Combe Grasse                           | Saint-Cergue           | 46° 27′ 19″ N, 6° 07′ 54″ E | 1 273 m  |                                                              |
|       | La Prangine                            | Saint-Cergue           | 46° 27′ 17″ N, 6° 09′ 27″ E | 1 142 m  |                                                              |
|       | Le Sollier                             | Saint-Cergue           | 46° 27′ 52″ N, 6° 05′ 51″ E | 1 290 m  |                                                              |
|       | La Pile Dessus                         | Saint-Cergue           | 46° 26′ 55″ N, 6° 05′ 05″ E | 1 236 m  |                                                              |
|       | La Trélasse                            | Saint-Cergue           | 46° 26′ 27″ N, 6° 08′ 14″ E | 1 205 m  |                                                              |
|       | L'Archette                             | Saint-Cergue           | 46° 27′ 02″ N, 6° 06′ 17″ E | 1 198 m  |                                                              |
|       | Couvaloup de Saint-Cergue              | Saint-Cergue           | 46° 26′ 45″ N, 6° 07′ 16″ E | 1 205 m  |                                                              |
|       | La Dunanche                            | Bassins                | 46° 28′ 39″ N, 6° 11′ 40″ E | 1 116 m  |                                                              |
|       | Les Pralets                            | Bassins                | 46° 29′ 53″ N, 6° 10′ 05″ E | 1 270 m  |                                                              |
|       | La Bassine                             | Bassins                | 46° 30′ 22″ N, 6° 11′ 05″ E | 1 261 m  | Fabrication de Gruyère d'alpage                              |
|       | Les Amburnets ou Les Amburnex          | Le Chenit              | 46° 32′ 29″ N, 6° 13′ 37″ E | 1 325 m  | Fabrication de Gruyère d'alpage et vente de fromage d'alpage |
|       | La Burtignière                         | Le Chenit              | 46° 33′ 39″ N, 6° 10′ 18″ E | 1 046 m  | Fabrication de Gruyère d'alpage                              |
|       | Praz-Rodet ou Pré Rodat                | Le Chenit              | 46° 33′ 47″ N, 6° 10′ 00″ E | 1 043 m  | Fabrication de Gruyère d'alpage                              |
|       | La Chaumette                           | Bassins                | 46° 28′ 49″ N, 6° 12′ 20″ E | 981 m    | Buvette d'alpage en été                                      |
|       | Le Bugnonet                            | Bassins                | 46° 29′ 02″ N, 6° 12′ 33″ E | 993 m    |                                                              |
|       | La Pessette                            | Bassins                | 46° 28′ 54″ N, 6° 11′ 40″ E | 1 169 m  |                                                              |
|       | Les Frasses                            | Bassins                | 46° 29′ 06″ N, 6° 11′ 11″ E | 1 161 m  |                                                              |
|       | Le Crot                                | Bassins                | 46° 29′ 20″ N, 6° 11′ 47″ E | 1 225 m  |                                                              |
|       | Mondion                                | Bassins                | 46° 29′ 28″ N, 6° 10′ 49″ E | 1 270 m  |                                                              |
|       | Le Planet                              | Bassins                | 46° 29′ 41″ N, 6° 11′ 50″ E | 1 364 m  |                                                              |
|       | Rionde-Dessous                         | Bassins                | 46° 31′ 01″ N, 6° 12′ 01″ E | 1 317 m  |                                                              |
|       | Rionde-Dessus                          | Bassins                | 46° 31′ 13″ N, 6° 11′ 42″ E | 1 326 m  |                                                              |
|       | Pré de l'Haut Dessous                  | L'Isle                 | 46° 37′ 49″ N, 6° 20′ 48″ E | 1 284 m  |                                                              |
|       | La Pouilleuse                          | Marchissy              | 46° 29′ 20″ N, 6° 13′ 24″ E | 1 007 m  |                                                              |
|       | Les Chenevières                        | Marchissy              | 46° 29′ 36″ N, 6° 12′ 34″ E | 1 215 m  |                                                              |
|       | La Grillette                           | Marchissy              | 46° 29′ 48″ N, 6° 14′ 05″ E | 996 m    |                                                              |
|       | Prés de Joux                           | Marchissy              | 46° 29′ 56″ N, 6° 13′ 44″ E | 1 108 m  |                                                              |
|       | Perroude du Vaud                       | Marchissy              | 46° 30′ 21″ N, 6° 12′ 14″ E | 1 381 m  |                                                              |
|       | Les Echadex                            | Marchissy              | 46° 30′ 46″ N, 6° 13′ 05″ E | 1 363 m  |                                                              |
|       | Perroude de Marchissy                  | Marchissy              | 46° 31′ 05″ N, 6° 12′ 52″ E | 1 429 m  |                                                              |
|       | Pré de Mollens                         | Mollens                | 46° 35′ 01″ N, 6° 19′ 43″ E | 1 397 m  |                                                              |
|       | Pré Anselme                            | Montricher             | 46° 35′ 40″ N, 6° 20′ 27″ E | 1 289 m  |                                                              |
|       | Chalet Neuf du Mont Tendre             | Montricher             | 46° 35′ 42″ N, 6° 19′ 25″ E | 1 616 m  |                                                              |
|       | Chalet de Yens                         | Montricher             | 46° 35′ 33″ N, 6° 18′ 05″ E | 1 590 m  |                                                              |
|       | Alpage du Mont Tendre                  | Montricher             | 46° 35′ 56″ N, 6° 19′ 05″ E | 1 616 m  |                                                              |
|       | Chalet de Pierre                       | Montricher             | 46° 36′ 08″ N, 6° 18′ 53″ E | 1 552 m  |                                                              |
|       | Le Risel                               | Montricher             | 46° 36′ 57″ N, 6° 20′ 23″ E | 1 468 m  |                                                              |
|       | Pré de l'Haut Dessus                   | Montricher             | 46° 37′ 25″ N, 6° 20′ 37″ E | 1 303 m  |                                                              |
|       | La Goncerue                            | Longirod               | 46° 30′ 15″ N, 6° 14′ 20″ E | 1 058 m  |                                                              |
|       | Les Frasses                            | Longirod               | 46° 30′ 59″ N, 6° 14′ 13″ E | 1 244 m  |                                                              |
|       | Petit Pré de Rolle                     | Longirod               | 46° 31′ 20″ N, 6° 13′ 43″ E | 1 386 m  |                                                              |
|       | La Sagne                               | Rances                 | 46° 46′ 01″ N, 6° 27′ 18″ E | 1 377 m  |                                                              |
|       | Pré de Rolle                           | Saint-George           | 46° 32′ 23″ N, 6° 14′ 45″ E | 1 345 m  |                                                              |
|       | La Palud                               | Saint-George           | 46° 31′ 35″ N, 6° 16′ 19″ E | 1 068 m  |                                                              |
|       | Pré aux Veaux                          | Le Chenit              | 46° 31′ 54″ N, 6° 12′ 22″ E | 1 340 m  |                                                              |
|       | Les Trois Chalets                      | Le Chenit              | 46° 32′ 12″ N, 6° 12′ 56″ E | 1 323 m  |                                                              |
|       | Chalet à Roch Dessus                   | Le Chenit              | 46° 32′ 14″ N, 6° 11′ 34″ E | 1 460 m  |                                                              |
|       | Chalet à Roch Dessous                  | Le Chenit              | 46° 32′ 19″ N, 6° 10′ 38″ E | 1 384 m  |                                                              |
|       | Le Cerney                              | Le Chenit              | 46° 33′ 33″ N, 6° 11′ 51″ E | 1 283 m  | Fabrication de Gruyère d'alpage                              |
|       | Joux de Bière                          | Le Chenit              | 46° 33′ 19″ N, 6° 14′ 30″ E | 1 345 m  |                                                              |
|       | La Sèche de Gimel                      | Le Chenit              | 46° 33′ 05″ N, 6° 14′ 04″ E | 1 332 m  |                                                              |
|       | Pré de Bière                           | Le Chenit              | 46° 33′ 52″ N, 6° 14′ 57″ E | 1 345 m  | Fabrication de Gruyère d'alpage                              |
|       | Pré de Denens                          | Le Chenit              | 46° 34′ 05″ N, 6° 15′ 47″ E | 1 367 m  |                                                              |
|       | Monts de Bière Derrière                | Le Chenit              | 46° 33′ 53″ N, 6° 16′ 10″ E | 1 481 m  |                                                              |
|       | Monts de Bière Devant                  | Bière                  | 46° 33′ 30″ N, 6° 16′ 27″ E | 1 521 m  |                                                              |
|       | Grand Cunay                            | Bière                  | 46° 34′ 20″ N, 6° 16′ 33″ E | 1 567 m  |                                                              |
|       | Cabane du Grand Cunay                  | Bière                  | 46° 34′ 17″ N, 6° 16′ 36″ E | 1 544 m  | Cabane du Club alpin suisse                                  |
|       | Petit Cunay                            | Bière                  | 46° 34′ 25″ N, 6° 17′ 33″ E | 1 522 m  |                                                              |
|       | Noirvaux                               | Baulmes                | 46° 46′ 26″ N, 6° 27′ 28″ E | 1 308 m  |                                                              |
|       | Gascon                                 | Baulmes                | 46° 46′ 44″ N, 6° 27′ 24″ E | 1 214 m  |                                                              |
|       | La Thiolle                             | Lignerolle             | 46° 44′ 49″ N, 6° 25′ 33″ E | 1 142 m  | Buvette                                                      |
|       | Le Grand Bel-coster                    | Lignerolle             | 46° 45′ 25″ N, 6° 26′ 25″ E | 1 389 m  |                                                              |
|       | La Jaccarde                            | Lignerolle             | 46° 44′ 53″ N, 6° 26′ 40″ E | 1 147 m  |                                                              |
|       | La Languetine                          | Lignerolle             | 46° 45′ 11″ N, 6° 26′ 43″ E | 1 222 m  |                                                              |
|       | Les Vélards                            | L'Abergement           | 46° 45′ 58″ N, 6° 26′ 57″ E | 1 381 m  |                                                              |
|       | Le Mont de Baulmes d'en bas            | Baulmes                | 46° 48′ 25″ N, 6° 31′ 26″ E | 1 203 m  |                                                              |
|       | Le Mont de Baulmes d'en haut           | Baulmes                | 46° 48′ 18″ N, 6° 30′ 49″ E | 1 271 m  |                                                              |
|       | La Dénériaz dessous                    | Bullet                 | 46° 51′ 07″ N, 6° 31′ 35″ E | 1 130 m  |                                                              |
|       | Les Roches éboulées                    | Fiez                   | 46° 51′ 43″ N, 6° 32′ 29″ E | 1 357 m  |                                                              |
|       | La Merlaz                              | Bullet                 | 46° 50′ 56″ N, 6° 31′ 45″ E | 1 332 m  |                                                              |
|       | Le Sollier                             | Sainte-Croix           | 46° 50′ 38″ N, 6° 31′ 17″ E | 1 360 m  | Restaurant                                                   |
|       | Les Auges                              | Sainte-Croix           | 46° 50′ 20″ N, 6° 30′ 57″ E | 1 262 m  |                                                              |
|       | Le Mont de la Maya                     | Sainte-Croix           | 46° 50′ 46″ N, 6° 30′ 53″ E | 1 315 m  |                                                              |
|       | Les Avattes                            | Sainte-Croix           | 46° 50′ 10″ N, 6° 31′ 27″ E | 1 458 m  |                                                              |
|       | Les Praz Bûchons                       | Sainte-Croix           | 46° 49′ 48″ N, 6° 31′ 50″ E | 1 258 m  |                                                              |
|       | Hôtel du Chasseron                     | Bullet                 | 46° 51′ 11″ N, 6° 32′ 44″ E | 1 584 m  | Hôtel                                                        |
|       | La Grandsonne dessus                   | Fiez                   | 46° 51′ 36″ N, 6° 33′ 05″ E | 1 486 m  | Restaurant d'alpage                                          |
|       | La Grandsonne dessous                  | Fiez                   | 46° 52′ 16″ N, 6° 33′ 32″ E | 1 338 m  | Fabrication de Gruyère d'alpage et vente de fromage d'alpage |
|       | La Bullatonne                          | Bullet                 | 46° 51′ 32″ N, 6° 33′ 30″ E | 1 448 m  |                                                              |
|       | La Bullatonne dessous                  | Bullet                 | 46° 51′ 18″ N, 6° 33′ 48″ E | 1 318 m  |                                                              |
|       | Les Cernets Dessus                     | Bullet                 | 46° 51′ 58″ N, 6° 34′ 15″ E | 1 410 m  |                                                              |
|       | Les Cernets Dessous                    | Bullet                 | 46° 51′ 40″ N, 6° 34′ 26″ E | 1 356 m  |                                                              |
|       | Les Preisettes dessus                  | Fiez                   | 46° 52′ 01″ N, 6° 34′ 00″ E | 1 380 m  |                                                              |
|       | Les Preisettes                         | Fiez                   | 46° 52′ 23″ N, 6° 33′ 52″ E | 1 329 m  |                                                              |
|       | Le Grand Beauregard                    | Fontaines-sur-Grandson | 46° 52′ 37″ N, 6° 34′ 08″ E | 1 332 m  |                                                              |
|       | Le Petit Beauregard                    | Fontaines-sur-Grandson | 46° 52′ 41″ N, 6° 35′ 09″ E | 1 378 m  |                                                              |
|       | La Motte                               | Mauborget              | 46° 52′ 52″ N, 6° 35′ 24″ E | 1 346 m  |                                                              |
|       | La Vaux                                | Mauborget              | 46° 52′ 34″ N, 6° 35′ 54″ E | 1 231 m  |                                                              |
|       | L'Abbaye                               | Tévenon                |                             | 1 259 m  |                                                              |
|       | À La Vaux                              | Tévenon                |                             | 1 200 m  |                                                              |
|       | La Combaz                              | Tévenon                |                             | 1 223 m  | Restaurent d'Alpage                                          |
|       | La Ronde Noire                         | Tévenon                | 46° 52′ 59″ N, 6° 37′ 23″ E | 1 298 m  | Restaurent d'alpage                                          |
|       | Les Gillardes                          | Tévenon                | 46° 52′ 19″ N, 6° 36′ 49″ E | 1 316 m  |                                                              |
|       | Le Crosat                              | Tévenon                |                             | 1 318 m  |                                                              |
|       | La Pidouse                             | Tévenon                |                             | 1 179 m  |                                                              |
|       | La Roguine                             | Tévenon                |                             | 1 237 m  |                                                              |
|       | La Calame                              | Fontaines-sur-Grandson | 46° 51′ 40″ N, 6° 35′ 25″ E | 1 209 m  |                                                              |
|       | La Magnena                             | Mauborget              | 46° 51′ 22″ N, 6° 36′ 12″ E | 1 164 m  |                                                              |
|       | La Cruchaude                           | Grandevent             | 46° 51′ 29″ N, 6° 34′ 57″ E | 1 223 m  |                                                              |
|       | Creux de la Pay                        | Provence               | 46° 52′ 53″ N, 6° 39′ 30″ E | 1 208 m  | Maison de maître / ferme                                     |
|       | Le Crêt de l'Orge                      | Provence               | 46° 54′ 40″ N, 6° 40′ 16″ E | 1 192 m  |                                                              |
|       | Les Grandes Fauconnières               | Provence               | 46° 55′ 35″ N, 6° 42′ 12″ E | 1 278 m  | Métairie                                                     |
|       | Les Petites Fauconnières               | Provence               | 46° 55′ 21″ N, 6° 42′ 29″ E | 1 343 m  | Métairie                                                     |
|       | Pré à la Sage                          | Provence               | 46° 53′ 02″ N, 6° 39′ 58″ E | 1 142 m  |                                                              |
|       | Les Rochats                            | Provence               | 46° 53′ 22″ N, 6° 40′ 21″ E | 1 164 m  | Restaurant d'alpage                                          |
|       | Les Cluds                              | Bullet                 | 46° 50′ 38″ N, 6° 33′ 46″ E | 1 210 m  |                                                              |
|       | Le Pré Bornoz                          | Bullet                 | 46° 51′ 00″ N, 6° 33′ 56″ E | 1 245 m  |                                                              |
|       | Le Pré Marguerite                      | Bullet                 | 46° 51′ 11″ N, 6° 34′ 40″ E | 1 180 m  |                                                              |
|       | Le Rocher                              | Bullet                 | 46° 50′ 20″ N, 6° 32′ 44″ E | 1 309 m  |                                                              |
|       | Les Plans                              | Vallorbe               | 46° 41′ 44″ N, 6° 19′ 10″ E | 1 159 m  |                                                              |
|       | La Muratte                             | Le Lieu                | 46° 41′ 21″ N, 6° 18′ 31″ E | 1 205 m  |                                                              |
|       | Le Crêt à Chatron Neuf                 | Le Lieu                | 46° 41′ 14″ N, 6° 18′ 09″ E | 1 210 m  |                                                              |
|       | Le Crêt à Chatron Vieux                | Le Lieu                | 46° 40′ 54″ N, 6° 17′ 46″ E | 1 208 m  |                                                              |
|       | Le Chalottet                           | Le Lieu                | 46° 41′ 01″ N, 6° 18′ 43″ E | 1 198    | Buvette d'alpage                                             |
|       | Les Grandes Cernies                    | Le Lieu                | 46° 41′ 05″ N, 6° 19′ 42″ E | 1 125 m  |                                                              |
|       | Les Petites Cernies                    | Le Lieu                | 46° 40′ 57″ N, 6° 19′ 39″ E | 1 119 m  |                                                              |
|       | Le Chalet Hermann                      | Le Lieu                | 46° 40′ 46″ N, 6° 17′ 25″ E | 1 223 m  |                                                              |
|       | Le Chalet du Bonhomme                  | Le Lieu                | 46° 40′ 14″ N, 6° 17′ 38″ E | 1 110 m  |                                                              |
|       | Le Pré Gentet                          | Le Lieu                | 46° 40′ 25″ N, 6° 16′ 31″ E | 1 175 m  |                                                              |
|       | Les Esserts                            | Le Lieu                | 46° 39′ 59″ N, 6° 17′ 01″ E | 1 115 m  | Fabrication de Gruyère d'alpage                              |
|       | Le Chalet Neuf                         | Le Lieu                | 46° 39′ 54″ N, 6° 16′ 28″ E | 1 210 m  |                                                              |
|       | Les Plainoz                            | Le Lieu                | 46° 39′ 46″ N, 6° 15′ 49″ E | 1 197 m  |                                                              |
|       | La Frasse                              | Le Lieu                | 46° 39′ 32″ N, 6° 16′ 40″ E | 1 104 m  |                                                              |
|       | L'Allemagne                            | Le Lieu                | 46° 39′ 08″ N, 6° 15′ 44″ E | 1 100 m  |                                                              |
|       | La Grande Tèpe                         | Le Lieu                | 46° 39′ 17″ N, 6° 14′ 46″ E | 1 300 m  |                                                              |
|       | Chez Lucien                            | Le Lieu                | 46° 38′ 46″ N, 6° 15′ 15″ E | 1 108 m  |                                                              |
|       | Chez Moïse Cart                        | Le Lieu                | 46° 38′ 27″ N, 6° 14′ 59″ E | 1 125 m  |                                                              |
|       | Sur le Crêt                            | Le Lieu                | 46° 38′ 29″ N, 6° 15′ 23″ E | 1 133 m  |                                                              |
|       | Combe Noire                            | Le Lieu                | 46° 38′ 06″ N, 6° 14′ 52″ E | 1 118 m  | Fabrication de Gruyère d'alpage                              |
|       | La Capitaine                           | Le Chenit              | 46° 37′ 09″ N, 6° 13′ 05″ E | 1 156 m  |                                                              |
|       | La Thomassette                         | Le Chenit              | 46° 35′ 27″ N, 6° 11′ 46″ E | 1 068 m  |                                                              |
|       | La Moësetta                            | Le Chenit              | 46° 35′ 11″ N, 6° 11′ 26″ E | 1 094 m  |                                                              |
|       | Chalet de la Dent de Vaulion           | Vaulion                | 46° 40′ 48″ N, 6° 21′ 02″ E | 1 410 m  |                                                              |
|       | La Dent Dessous                        | Vaulion                | 46° 40′ 22″ N, 6° 20′ 35″ E | 1 304 m  |                                                              |
|       | Grands-Boutavents                      | Vaulion                | 46° 40′ 09″ N, 6° 23′ 00″ E | 1 120 m  | Fabrication de Gruyère d'alpage                              |
|       | Le Perchet                             | Vaulion                | 46° 40′ 30″ N, 6° 21′ 37″ E | 1 145 m  |                                                              |
|       | La Sagnette                            | Mont-la-Ville          | 46° 40′ 02″ N, 6° 20′ 13″ E | 1 080 m  |                                                              |
|       | L'Aouille                              | L'Abbaye               | 46° 39′ 43″ N, 6° 20′ 13″ E | 1 117 m  |                                                              |
|       | Les Places                             | L'Abbaye               | 46° 39′ 32″ N, 6° 20′ 30″ E | 1 107 m  |                                                              |
|       | La Grande Posogne                      | Mont-la-Ville          | 46° 39′ 31″ N, 6° 21′ 25″ E | 1 081 m  |                                                              |
|       | Les Prés de Joux                       | Mont-la-Ville          | 46° 39′ 21″ N, 6° 22′ 30″ E | 1 200 m  |                                                              |
|       | Le Boutavent dessus                    | Mont-la-Ville          | 46° 40′ 00″ N, 6° 23′ 40″ E | 1 261 m  |                                                              |
|       | Le Chalet Neuf du Pont                 | L'Abbaye               | 46° 38′ 58″ N, 6° 20′ 30″ E | 1 255 m  |                                                              |
|       | Le Vieux Chalet du Pont                | L'Abbaye               | 46° 38′ 48″ N, 6° 20′ 08″ E | 1 277 m  |                                                              |
|       | Le Chalet du Mollendruz                | Mont-la-Ville          | 46° 38′ 37″ N, 6° 21′ 27″ E | 1 182 m  |                                                              |
|       | Les Croisettes                         | L'Abbaye               | 46° 38′ 25″ N, 6° 20′ 10″ E | 1 323 m  | Buvette d'alpage                                             |
|       | Le Communal de l'Abbaye                | L'Abbaye               | 46° 38′ 21″ N, 6° 19′ 19″ E | 1 274 m  |                                                              |
|       | Le Sapelet Dessous                     | L'Abbaye               | 46° 38′ 00″ N, 6° 19′ 46″ E | 1 414 m  |                                                              |
|       | Le Sapelet Dessus                      | L'Abbaye               | 46° 37′ 27″ N, 6° 19′ 24″ E | 1 374 m  |                                                              |
|       | Grand Chardène                         | L'Isle                 | 46° 37′ 59″ N, 6° 22′ 03″ E | 1 094 m  |                                                              |
|       | Chatel                                 | L'Isle                 | 46° 37′ 38″ N, 6° 21′ 13″ E | 1 392 m  |                                                              |
|       | Le Mazel                               | L'Abbaye               | 46° 36′ 43″ N, 6° 19′ 23″ E | 1 449 m  |                                                              |
|       | La Coche                               | L'Abbaye               | 46° 37′ 38″ N, 6° 18′ 24″ E | 1 364 m  |                                                              |
|       | Le Chalet Neuf                         | L'Abbaye               | 46° 37′ 12″ N, 6° 17′ 29″ E | 1 292 m  |                                                              |
|       | Le Bucley                              | L'Abbaye               | 46° 37′ 05″ N, 6° 18′ 54″ E | 1 433 m  | Fabrication de Gruyère d'alpage                              |
|       | La Duchatte                            | L'Abbaye               | 46° 36′ 50″ N, 6° 18′ 20″ E | 1 422 m  |                                                              |
|       | La Pièce aux Reymond                   | L'Abbaye               | 46° 36′ 25″ N, 6° 16′ 13″ E | 1 282 m  |                                                              |
|       | La Pièce chez Marc                     | Le Chenit              | 46° 36′ 12″ N, 6° 15′ 53″ E | 1 270 m  |                                                              |
|       | Les Prés d'Etoy                        | L'Abbaye               | 46° 36′ 17″ N, 6° 18′ 43″ E | 1 489 m  |                                                              |
|       | Le Crozet du Buron                     | L'Abbaye               | 46° 36′ 04″ N, 6° 17′ 19″ E | 1 365 m  |                                                              |
|       | Le Petit Croset                        | L'Abbaye               | 46° 35′ 49″ N, 6° 16′ 59″ E | 1 373 m  |                                                              |
|       | La Racine                              | L'Abbaye               | 46° 35′ 49″ N, 6° 17′ 58″ E | 1 509 m  |                                                              |
|       | Le Chalet du Chef                      | Le Chenit              | 46° 36′ 01″ N, 6° 15′ 35″ E | 1 276 m  |                                                              |
|       | Le Croset au Boucher                   | L'Abbaye               | 46° 35′ 34″ N, 6° 17′ 38″ E | 1 476 m  |                                                              |
|       | Les Grands-Crosets dessus              | Le Chenit              | 46° 35′ 05″ N, 6° 16′ 55″ E | 1 473 m  |                                                              |
|       | Les Grands-Crosets dessous             | Le Chenit              | 46° 34′ 46″ N, 6° 16′ 36″ E | 1 324 m  |                                                              |
|       | Le Chalet des Combes                   | Le Chenit              | 46° 34′ 46″ N, 6° 16′ 36″ E | 1 488 m  |                                                              |
|       | Les Grandes Chaumilles                 | Le Chenit              | 46° 34′ 54″ N, 6° 15′ 44″ E | 1 433 m  |                                                              |
|       | Les Petites Chaumilles                 | Le Chenit              | 46° 34′ 39″ N, 6° 14′ 27″ E | 1 404 m  |                                                              |
|       | La Perrause                            | Le Chenit              | 46° 34′ 26″ N, 6° 15′ 17″ E | 1 353 m  |                                                              |
|       | La Meylande Dessus                     | Le Chenit              | 46° 34′ 12″ N, 6° 13′ 48″ E | 1 321 m  | Construction: 1855 Fabrication de Gruyère d'alpage           |
|       | La Meylande Dessous                    | Le Chenit              | 46° 34′ 53″ N, 6° 12′ 57″ E | 1 099 m  |                                                              |
|       | Le Croton                              | Le Chenit              | 46° 35′ 13″ N, 6° 14′ 40″ E | 1 359 m  |                                                              |
|       | Le Molards des Aubert                  | Le Chenit              | 46° 34′ 40″ N, 6° 13′ 24″ E | 1 292 m  |                                                              |
|       | Les Landes dessous                     | Le Chenit              | 46° 34′ 33″ N, 6° 12′ 48″ E | 1 138 m  |                                                              |
|       | La Chirurgienne                        | Le Chenit              | 46° 35′ 14″ N, 6° 13′ 28″ E | 1 236 m  |                                                              |
|       | Le Piquet                              | Le Chenit              | 46° 34′ 13″ N, 6° 11′ 11″ E | 1 038 m  |                                                              |
|       | La Bursine                             | Le Chenit              | 46° 34′ 06″ N, 6° 11′ 02″ E | 1 044 m  | Fabrication de Gruyère d'alpage                              |
|       | Commune de Bise                        | Le Chenit              | 46° 34′ 29″ N, 6° 10′ 08″ E | 1 173 m  | Fabrication de Gruyère d'alpage                              |
|       | La Moesettaz ou La Moësetta            | Le Chenit              | 46° 35′ 11″ N, 6° 11′ 27″ E | 1 094 m  | Fabrication de Gruyère d'alpage                              |
|       | Le Carré                               | Le Chenit              | 46° 32′ 59″ N, 6° 09′ 11″ E | 1 042 m  |                                                              |
|       | Les Landes dessus                      | Le Chenit              | 46° 34′ 06″ N, 6° 12′ 51″ E | 1 269 m  |                                                              |
|       | Le Grand Molard                        | Le Chenit              | 46° 34′ 08″ N, 6° 11′ 56″ E | 1 207 m  |                                                              |
|       | Les Grands Plats de Vent               | Le Chenit              | 46° 32′ 46″ N, 6° 10′ 15″ E | 1 279 m  | Fabrication de Gruyère d'alpage                              |
|       | Les Grands Plats de Bise               | Le Chenit              | 46° 33′ 09″ N, 6° 10′ 58″ E | 1 270 m  | Fabrication de Gruyère d'alpage                              |
|       | Pralioux Dessus                        | Vallorbe               | 46° 43′ 09″ N, 6° 21′ 37″ E | 1 309 m  |                                                              |
|       | La Combe Baratoux                      | Vallorbe               | 46° 42′ 35″ N, 6° 20′ 40″ E | 1 231 m  |                                                              |

## Sources
- Daniel Glauser, Les chalets d’alpage du Parc naturel régional Jura vaudois, Favre, 2012 (ISBN 978-2-8289-1323-6)Étude réalisée dans le cadre du projet AlpFUTUR
- Daniel Glauser, Les maisons rurales du canton de Vaud, I, Le Jura vaudois et ses contreforts, Bâle, coll. « Les maisons rurales de Suisse 16 », 1989.
- Cartes Swisstopo consultées sur map.geo.admin.ch
- « Les chalets de la région », sur Rando-jura (consulté le 31 janvier 2016)
- « Carte des alpages - Mont d'Or / Risoux / Vallée de Joux », sur bergersdujura.org (consulté le 24 mars 2016)